# Karlova Ves (Bratislava)
Karlova Ves (in tedesco Karlsdorf, in ungherese Károlyfalu) è un quartiere della città di Bratislava, capitale della Slovacchia, facente parte del distretto di Bratislava IV.
Ospita il cimitero di Slávičie údolie, il principale cimitero di Bratislava, e le residenze per studenti Mladosť e Ľudovít Štúr.